# Lacs et rivières à loutres
Lacs et rivières à loutres este o arie protejată (sit de importanță comunitară — SCI) din Franța întinsă pe o suprafață de 240,8 ha, integral pe uscat.

## Localizare
Centrul sitului Lacs et rivières à loutres este situat la coordonatele 45°43′07″N 2°30′46″E / 45.71874°N 2.51288°E.

## Înființare
Situl Lacs et rivières à loutres a fost declarat arie specială de conservare în baza directivei 92/43 din 1992 referitoare la conservarea habitatelor naturale și a faunei și florei sălbatice pentru a proteja 1 specie de animale.

## Biodiversitate
Situată în ecoregiunea continentală, aria protejată nu include niciun habitat protejat.
La baza desemnării sitului se află o specie protejată de  mamifere: vidră de râu (Lutra lutra).